# Județul Călărași
Călărași este un județ în sud-estul regiunii Muntenia din România. Reședința sa este municipiul Călărași.

## Vecini
- la est: județul Constanța
- la vest: județul Ilfov (nord-vest) și județul Giurgiu (sud-vest)
- la nord: județul Ialomița
- la sud: Bulgaria — regiunea Silistra și regiunea Ruse

## Date demografice
În 2002, populația județului Călărași a fost de 324.617 locuitori, iar densitatea de 64/km².
Județul Călărași - evoluția demografică

|  | Graficele sunt indisponibile din cauza unor probleme tehnice. Mai multe informații se găsesc la Phabricator și la wiki-ul MediaWiki. |

Date: Recensăminte sau birourile de statistică - grafică realizată de Wikipedia

### Structura etnică
În județul Călărași sunt: 305.536 români; 18.343 romi; 469 turci; 97 maghiari; 34 ruși/lipoveni; 26 germani; 18 bulgari; 17 ucrainieni; 9 italieni; 8 greci; 7 chinezi; 4 polonezi și 4 evrei; 3 sârbi și 3 ceangăi plus câte un tătar, ceh, slovac, croat și armean. 27 au alte etnii, iar 7 nu și-au declarat etnia.

## Geografie
Suprafața totală a județului Călărași, de 5,088 km², face parte din partea de sud a câmpiei Bărăganului.

### Rețea hidrografică
Județul Călărași face parte din bazinul hidrografic al fluviului Dunăre, principalul curs de apă al județului. Alte cursuri de apă importante sunt: râul Argeș, care se varsă în Dunăre la Oltenița, râul Dâmbovița, care se varsă în Argeș la Budești și salba de lacuri Mostiștea  care se varsă în Dunăre la Mănăstirea. La Călărași,  Dunărea se divide în două brațe: Dunărea Veche și Borcea, pe malul căreia se află Călărașiul, între acestea formându-se mlaștini și lacuri.
Cele mai importante lacuri ale județului sunt: lacul Mostiștea (parte a salbei de lacuri Mostiștea), lacul Gălățui și lacul Călărași (în prezent rămânând doar o mică parte din vechea suprafață a lacului în urma desecărilor și îndiguirilor).

## Economia
Principalele centre economico-sociale ale județului sunt: Călărașiul (cel mai mare centru financiar, social, cultural și administrativ din județ), Oltenița și Lehliu Gară. Economia călărășeană a suferit un regres între 1989 și 2000 datorită falimentului a două mari unități industriale ale județului (Navol Oltenița și Siderca Călărași). Între 2000 și 2005 economia călărășeană se stabilizează prin plecarea în masă a forței de muncă în Italia și Spania și prin deschiderea de fabrici de confecții lohn. După 2005 economia călărășeană este în creștere, mari investitori deschizând locuri de muncă (Saint-Gobain; Romply; Siad; Silcotub și Martifer în Călărași. Prefab în comuna Modelu) iar alții anunțând investiții în special în Călărași, Lehliu Gară și Budești. Oltenița rămâne în continuare singurul oraș din județ cu o economie precară.
Principalele ramuri industriale din județ sunt: producția de gaze rare și bio-combustibili (Călărași și Lehliu Gară), prefabricate (Călărași), industria alimentară (Călărași), industria confecțiilor lohn (Călărași, Budești și Oltenița). În industria călărășeană predomină: industria metalurgică (26,9%), industria alimentară și a băuturilor (26,5%), industria prelucrării produselor din minerale nemetalice (14,1%), fabricarea substanțelor și produselor chimice (12,7%) și fabricarea articolelor de îmbrăcăminte (9,2%). În aprilie 2008 industria prelucrătoare a reprezentat 98,9%, iar industria energiei electrice, termice, gaze și apă 0,9% din totalul producției industriale realizate.
În aprilie 2008 venitul mediu brut a fost de 1.350 lei, în creștere cu 7,4% față de luna precedentă și cu 30,6% față de perioada similară a anului 2007, în timp ce venitul mediu net a fost de 1.010 lei.
Județul Călărași este traversat la nord de Autostrada A2 și Magistrala CFR 800 modernizată.

### Principalele companii din județul Călărași
Conform unei statistici publicate în 2014 de Ziarul Financiar, principalele companii(cu o cifră de afaceri peste 200 milioane RON aferentă anului 2013) cu sediul în județul Călărași sunt:
- Agro Chirnogi, agricultură
- Remat SA Călărași, reciclare
- Saint Gobain Glass România SRL Călărași, industria sticlei(nu apare în articol deoarece și-a înregistrat sediul social în Călărași ulterior publicării articolului, însă în 2013 a declarat o cifră de afaceri de 66 milioane EUR[3])
- Aldis Călărași, industria alimentară
- Donalam Călărași, siderurgie
- Nutricom Oltenița, agrozootehnie
- Comceh Călărași, industria hârtiei și a celulozei

## Politica
Județul Călărași este administrat de un consiliu județean format din 30 consilieri. În urma alegerilor locale din 2024, consiliul este prezidat de Vasile Iliuță de la PSD, iar componența politică a Consiliului este următoarea:
|  | Partid                          | Consilieri | Componența Consiliului | Componența Consiliului | Componența Consiliului | Componența Consiliului | Componența Consiliului | Componența Consiliului | Componența Consiliului | Componența Consiliului | Componența Consiliului | Componența Consiliului | Componența Consiliului | Componența Consiliului | Componența Consiliului | Componența Consiliului | Componența Consiliului | Componența Consiliului | Componența Consiliului |
|  | ------------------------------- | ---------- | ---------------------- | ---------------------- | ---------------------- | ---------------------- | ---------------------- | ---------------------- | ---------------------- | ---------------------- | ---------------------- | ---------------------- | ---------------------- | ---------------------- | ---------------------- | ---------------------- | ---------------------- | ---------------------- | ---------------------- |
|  | Partidul Social Democrat        | 17         |                        |                        |                        |                        |                        |                        |                        |                        |                        |                        |                        |                        |                        |                        |                        |                        |                        |
|  | Partidul Național Liberal       | 9          |                        |                        |                        |                        |                        |                        |                        |                        |                        |                        |                        |                        |                        |                        |                        |                        |                        |
|  | Alianța pentru Unirea Românilor | 4          |                        |                        |                        |                        |                        |                        |                        |                        |                        |                        |                        |                        |                        |                        |                        |                        |                        |

Politica județului Călărași a fost până la alegerile din 2004 dominată de PSD, acest județ fiind un adevărat fief al acestui partid. La alegerile din 2004, PSD-ul pierde primăriile celor 2 municipii ale județului în favoarea PNL (Călărași), respectiv PNȚCD (Oltenița), plus alte câteva primării de comune, fapt ce a destabilizat puternic organizația PSD Călărași. În prezent, după ruperea alianței D.A., principalele partide la nivel județean sunt PSD cu 12 consilieri județeni și PNL cu 11 consilieri județeni. În ciuda legii din 2015 ce a permis formarea de noi partide cu minim 3 membri, la nivelul județului Călărași nu a fost formată nicio organizație politică nouă, iar majoritatea noilor partide precum PMP sau M10 rămân nereprezentate local, singura formațiune recentă care are organizație la nivel județean fiind PSRO (partid de stânga fondat de Mircea Geoană în 2015). Momentan, se prefigurează ca alegerile locale din 2016 să fie tranșate între: PNL, PSD, ALDE, UNPR și PSRO, singurele partide cu organizații suficient de puternice la nivel județean la momentul actual (martie 2016).

## Diviziuni administrative
Județul este format din 55 unități administrativ-teritoriale: 2 municipii, 3 orașe și 50 de comune.
Lista de mai jos conține unitățile administrativ-teritoriale din județul Călărași.
| Stemă              | Nume               | Tip de localitate            | Populație          | Imagine            |
| Municipii și orașe | Municipii și orașe | Municipii și orașe           | Municipii și orașe | Municipii și orașe |
| ------------------ | ------------------ | ---------------------------- | ------------------ | ------------------ |
|                    | Călărași           | municipiu reședință de județ | 65.181             |                    |
|                    | Oltenița           | municipiu                    | 24.822             |                    |
|                    | Budești            | oraș                         | 7.725              |                    |
|                    | Fundulea           | oraș                         | 6.851              |                    |
|                    | Lehliu Gară        | oraș                         | 6.502              |                    |
| Comune             |                    |                              |                    |                    |
|                    | Alexandru Odobescu | comună                       | 2.816              |                    |
|                    | Belciugatele       | comună                       | 2.484              |                    |
|                    | Borcea             | comună                       | 7.986              |                    |
|                    | Chirnogi           | comună                       | 7.455              |                    |
|                    | Chiselet           | comună                       | 3.392              |                    |
|                    | Ciocănești         | comună                       | 4.257              |                    |
|                    | Crivăț             | comună                       | 2.243              |                    |
|                    | Curcani            | comună                       | 5.672              |                    |
|                    | Cuza Vodă          | comună                       | 4.045              |                    |
|                    | Căscioarele        | comună                       | 1.912              |                    |
|                    | Dichiseni          | comună                       | 1.734              |                    |
|                    | Dor Mărunt         | comună                       | 6.809              |                    |
|                    | Dorobanțu          | comună                       | 3.065              |                    |
|                    | Dragalina          | comună                       | 8.537              |                    |
|                    | Dragoș Vodă        | comună                       | 2.862              |                    |
|                    | Frumușani          | comună                       | 5.859              |                    |
|                    | Frăsinet           | comună                       | 1.845              |                    |
|                    | Fundeni            | comună                       | 5.658              |                    |
|                    | Grădiștea          | comună                       | 4.853              |                    |
|                    | Gurbănești         | comună                       | 1.380              |                    |
|                    | Gălbinași          | comună                       | 3.772              |                    |
|                    | Ileana             | comună                       | 3.702              |                    |
|                    | Independența       | comună                       | 3.466              |                    |
|                    | Jegălia            | comună                       | 4.229              |                    |
|                    | Lehliu             | comună                       | 2.730              |                    |
|                    | Luica              | comună                       | 2.272              |                    |
|                    | Lupșanu            | comună                       | 3.499              |                    |
|                    | Mitreni            | comună                       | 4.323              |                    |
|                    | Modelu             | comună                       | 9.839              |                    |
|                    | Mânăstirea         | comună                       | 5.612              |                    |
|                    | Nana               | comună                       | 2.568              |                    |
|                    | Nicolae Bălcescu   | comună                       | 1.776              |                    |
|                    | Perișoru           | comună                       | 5.114              |                    |
|                    | Plătărești         | comună                       | 4.178              |                    |
|                    | Radovanu           | comună                       | 4.394              |                    |
|                    | Roseți             | comună                       | 6.070              |                    |
|                    | Sohatu             | comună                       | 3.240              |                    |
|                    | Spanțov            | comună                       | 4.605              |                    |
|                    | Sărulești          | comună                       | 3.262              |                    |
|                    | Tămădău Mare       | comună                       | 2.640              |                    |
|                    | Ulmeni             | comună                       | 4.962              |                    |
|                    | Ulmu               | comună                       | 1.561              |                    |
|                    | Unirea             | comună                       | 2.636              |                    |
|                    | Valea Argovei      | comună                       | 2.637              |                    |
|                    | Vasilați           | comună                       | 4.389              |                    |
|                    | Vlad Țepeș         | comună                       | 2.336              |                    |
|                    | Vâlcelele          | comună                       | 1.863              |                    |
|                    | Șoldanu            | comună                       | 3.565              |                    |
|                    | Ștefan Vodă        | comună                       | 2.270              |                    |
|                    | Ștefan cel Mare    | sat                          | 3.236              |                    |